# Pinhal Grande
Pinhal Grande é um município brasileiro do estado do Rio Grande do Sul. O município integra a Quarta Colônia de imigração italiana e hoje é composto por descendentes de italianos, portugueses e espanhóis.
A vegetação nativa, especificamente a mata de pinhais ou araucária (Araucaria angustifolia), deu nome a Pinhal Grande.

## História
A história registra que diversas tribos indígenas viveram nesta região, entre elas os Tapes. Os jesuítas foram os primeiros homens brancos a chegar à região de Pinhal Grande, para catequizar os índios e atuar na criação de gado utilizando-os como mão de obra. O domínio português intensificou a exploração destas terras. Séculos depois, por volta de 1813, o curitibano João Gonçalves Padilha e seu irmão, José Maria Gonçalves Padilha, realizavam o comércio de potros, cavalos e muares entre esta região e São Paulo.
O município de Pinhal Grande foi criado pela lei orgânica municipal nº 9600 de 20 de março de 1992, emancipando-se de Júlio de Castilhos.

## Economia
Destaca-se, em Pinhal Grande, o potencial hidrelétrico fornecido pelo Rio Jacuí que forma a divisa natural do município a seus vizinhos. Em suas fronteiras estão instaladas duas usinas hidrelétricas de grande porte: a Usina Hidrelétrica Itaúba, na divisa com o município de Estrela Velha; e a Usina Hidrelétrica Dona Francisca, na divisa com o município de Dona Francisca.
A economia de Pinhal Grande está baseada nas atividades primárias da agricultura e da pecuária, que se desenvolvem nas mais de 800 propriedades rurais do município. Os principais produtos cultivados são a soja, o milho, o feijão, o fumo, a aveia e a mandioca. Na pecuária, destaca-se a criação de gado bovino. A piscicultura é um setor em desenvolvimento, baseado na criação de jundiás e carpas chinesas. A produção de vinho atinge a cifra de 200 mil garrafas por safra. A fabricação de cachaça e garapa da cana-de-açúcar também se destaca. O setor industrial conta com fábrica de embutido, de esquadrias e de móveis, além da indústria de laticínios Parlacto, que produz queijos e manteigas. No que diz respeito a população, cerca de 70% dela está localizada no campo; os 30% restantes estão concentrados na sede urbana do município.

## Turismo
Pinhal Grande possui algumas opções peculiares de turismo, dentre os quais se destacam o ecoturismo por fazendas e destinos conhecidos pela beleza natural. Um destes locais de destaque é a cascata Toca do Tigre a apenas 11 km da cidade.
Outra opção de turismo clássico é a bela igreja matriz da cidade, construída em estilo gótico que mantém sua imponência até os dias atuais. 
O Moinho Rubim, um moinho de pedras bastante antigo também é destaque, a apenas 1 km do centro da cidade.
Está em construção a rodovia RS 149 que será a primeira ligação asfáltica que o município terá e o conectará por 28,7 km ao município vizinho de Nova Palma, dando acesso a vários municípios da Quarta Colônia e ao pólo educacional e de serviços de Santa Maria.

## Geografia
Localiza-se a uma latitude 29º20'46" sul e a uma longitude 53º18'24" oeste, estando a uma altitude média de 394 metros. Sua população estimada em 2004 era de 5 031 habitantes.
Possui uma área de 477,39 km², localizada na região do Planalto Médio. O relevo é composto de gramíneas e mata nativa, destacando-se o pinheiro (Aracuaria angustifolia).

### Hidrografia
No Rio Jacuí, está a Usina Hidrelétrica Itaúba, considerada a maior usina instalada ao longo desse rio, com quatro geradores e 500 megawatts totais de potência. Localizada na divisa de Pinhal Grande com o município de Estrela Velha, a barragem foi construída entre 1972 e 1978. Sua inauguração oficial ocorreu no dia 9 de novembro de 1978. A usina possui 97 metros de altura e uma área alagada de 13.800 quilômetros quadrados.